# Трімпорт
Трімпорт (нім. Trimport) — громада в Німеччині, розташована в землі Рейнланд-Пфальц. Входить до складу району Бітбург-Прюм. Складова частина об'єднання громад Бітбургер-Ланд.
Площа — 2,19 км2. Населення становить 297 ос. (станом на 31 грудня 2020).